# Milan Řípa
Milan Řípa (* 2. března 1948 Jihlava) je český fyzik, popularizátor vědy. Jeho hlavním zájmem je řízená termojaderná fúze, vytvořil model tokamaku pro studijní účely.

## Osobní život
Je ženatý, s manželkou Hanou – lékařkou mají dva syny – Ondru a Vojtu. Celý život se potýká se silnou nedoslýchavostí.

## Vzdělání
Vyrostl v Čáslavi, kde vystudoval SVVŠ. Absolvoval Fakultu jadernou a fyzikálně inženýrskou (FJFI) na ČVUT v Praze. Disertaci obhájil v Ústavu fyziky plazmatu ČSAV, kde se zabýval optickou diagnostikou na pulzních plazmatických zařízeních, následně pracoval v Útvaru vědecko-technických informací a popularizace. Od roku 2007 přednáší na FJFI ČVUT.

## Práce
Milan Řípa pracoval v Ústavu fyziky plazmatu Akademie věd ČR 46 let jako fyzik a popularizátor vědy. Průběžně učil a jako vysokoškolský učitel působí i v důchodu, pořádá rovněž osvětové přednášky. Přes deset let byl členem Public Information Network, která při EuroFusion popularizuje řízenou fúzi v Evropě. V roce 2007 spolupořádal na Fakultě jaderné a fyzikálně inženýrské ČVUT v Praze evropskou výstavu o termojaderné fúzi Fusion Expo.
Milan Řípa navrhl a řídil výrobu stavebnice tokamaku – edukační pomůcka pro studenty a badatele se prosadila i v zahraničí. Stavebnice tokamaku je Úřadem průmyslového vlastnictví chráněný průmyslový vzor s číslem 36 157. Osvědčení má Milan Řípa a René Zelníček. Majitelem je Ústav fyziky plazmatu Akademie věd České republiky.

## Ocenění

### Česká fyzikální společnost
Za dlouholetou popularizaci řízené termojaderné fúze (7x).
v roce 2023 zejména za knihy o jaderné fúzi

### Akademie věd České republiky
Nominace na čestnou medaili Vojtěcha Náprstka za zásluhy v popularizaci vědy, 2015

### Státní vyznamenání "Za statečnost"
Je nositelem státního vyznamenání za záchranu chlapce tonoucího v únorové vodě.

## Zájmy
Řípa již 60 let drží čáslavský rekord v běhu na 1000 m mladších žáků. Později vyměnil lehkou atletiku za triatlon. Absolvoval více než dvacet Ironmanů (3,8 km plavání, 180 km na kole a 42_km běhu) po celém světě. Spoluzakládal Českou asociaci triatlonu. Od roku 1985 se účastní Memoriálu Alfréda Nikodéma na Štěpána ve Vltavě pod Národním divadlem v Praze. Od roku 2021 má po nekolikáté druhou výkonnostní třídu v zimním plavání a je trenérem třetí třídy Dálkového a zimního plavání. Ve věku 74 let na Mistrovství republiky v zimním plavání stylem prsa doplaval ve své věkové kategorii na pátém místě.
M. Řípa jezdí rád na kole, což dokládají tři výstavy fotografií z jeho cest. Kromě toho uspořádal deset ročníků Tour de Plazma, což je putování na kole z Prahy na Mariánskou u Jáchymova přes sedlo pod Klínovcem. Den obnášel 160 km a 2000 vm.
Výstavy fotografií
- Milan Řípa: Afrikou kolem a kolem; cykloputování kolem afrického Kilimanjara  2006: budova prezidia Akademie věd ČR.
- Milan Řípa:Thajská (cyklo) masáž, cykloputování Thajskem od severu k jihu, 2013: Literární kavárna Academia.
- Milan Řípa: Po zeleném ostrově na modrém kole, cykloputování Novým Zélandem z Aucklandu (severní ostrov) do Pinctonu (jižní ostrov)  2014: Ústav fyzikální chemie J. Heyrovského Akademie věd ČR.

## Dílo
Zásadní výsledky bádání Milana Řípy jsou čtyři. Rozpoznal, že Československo bylo první, na jehož území se uskutečnily pokusy zapálit termojadernou fúzi v plazmatu (Falknov nad Ohří, 1936, Ronald Richter, elektrický oblouk). Dále zjistil, že fúzní pinč v Anglii a v Sovětském svazu vychází z návrhu modifikace betatronu – wirbelrohru Maxe Steenbecka, zaměstnance firmy Siemens v Berlíně 1943. V Česku Milan Řípa v Čechách zpopularizoval osobu O. A. Lavrentěva, jako iniciátora výzkumu termojaderné fúze v Sovětském svazu. Konečně si Milan Řípa první v Čechách „všiml“, že ve světě existuje soukromá fúze, to je výzkum fúze financovaný privátními penězi.
Milan Řípa popularizoval řízenou termojadernou fúzi téměř čtyřmi sty články a 140 přednáškami a 12 knihami (autor, spoluautor, překladatel). Také pořádal nebo spolupořádal 16 výstav.
Milan Řípa je spoluautorem desítek odborných článků o modifikovaném magnetronu, pasivní optické diagnostice na zařízení REBEX, aktivní optické diagnostice na zařízení CAPEX. Psal i o triatlonu – kolem 400 článků v novinách a časopisech. O historii triatlonu přednášel na Fakultě tělesné výchovy a sportu.
Výběr z díla:
- Milan Řípa: Ronald Richter, Muzeum Sokolov, příspěvková organizace Karlovarského kraje, Sokolov 2021; ISBN 9788086630472
- Milan Řípa: Řízená termojaderná fúze – minulost, přítomnost a budoucnost; Česká technika – nakladatelství ČVUT, Praha 2020;  ISBN 978-80-01-06751-2
- Garry McCracken, Peter Stott (Milan Řípa, Jan Mlynář překlad): Fúze – Energie vesmíru (Fusion – The Energy of the Universe), Academia, Praha 2019; ISBN 9788020029867, druhé, podstatně rozšířené vydání z roku 2005
- Slavomír Entler, Ondřej Ficker, Josef Hlavlíček, Jan Horáček, Martin Hron, Jan Mlynář, Radomír Pánek, Milan Řípa, Jan Stöckel, Josef Varju, Vladimír Weinzettl: Budoucnost Energetiky: jaderná fúze;  Akademie věd České republiky, edice Strategie AV21/ Systémy pro jadernou energetiku, vydalo Středisko společných činností AV ČR, 2019, Ediční číslo 12525
- Milan Řípa: Soukromý kapitál ve výzkumu řízené termojaderné fúze, Věda kolem nás 56/ Výzvy a otázky, ISSN 2464-6245, Praha 2017
- Milan Řípa: Oleg Alexandrovič Lavrentěv, Věda kolem nás 56/ Osobnosti, ISSN 24646245, Praha 2017
- Milan Řípa: Evropskou fúzi rozvířil Wirbelrohr, Věda kolem nás 52/ Co to je, ISSN 24646245, Praha 2016
- Milan Řípa: Historie výzkumu řízené termojaderné fúze v ČR, Věda kolem nás 41/ ISSN 24646245, Praha 2016
- Milan Řípa: Historie výzkumu řízené termojaderné fúze, Věda kolem nás 14/, Praha 2014
- Milan Řípa a kolektiv (Karel Červenka, Jan Mlynář, Ondřej Zlámal, Pavel Bém), Česká republika a evropský projekt ITER, ISBN 9788087026045, GUE/NGL, Praha 2013
- Milan Řípa (ed), Jan Mlynář, František Žáček, Vladimír Weinzettl, Petr Kulhánek, Jiří Matějíček, Karel Koláček: Řízená termojaderná fúze pro každého – 4U, (4. vydání), Materiály pro nové tisíciletí, registrační číslo: CZ.1.07/2.3.00/35.009; Praha 2013
- Garry McCracken, Peter Stott (Milan Řípa, Jan Mlynář překlad): Fúze – Energie vesmíru (Fusion – The Energy of the Universe), Mladá fronta, Praha 2006, ISBN 80-204-1453-3; první vydání
- Milan Řípa, Vladimír Weinzettl, Jan Mlynář, František Žáček: Řízená termojaderná syntéza pro každého, Ústav fyziky plazmatu AV ČR, Praha 2004, 2. vydání: 2005, 3. vydání: 2011
- Kolektiv: Skripta pro trenéry triatlonu III. třídy, 2. přepracované vydání, Univerzita Karlova v Praze, Fakulta tělesné výchovy a sportu 2009; ISBN 978-80-86317-70-0
- Kolektiv: TRIATLON: Historie/ Trénink/ Výsledky, Olympia Praha 2003, ISBN 80-7033-567-X
- Milan Řípa: Triatlonové kapitoly, IRONMAN INFO, 1997, ISBN 80-238-1608-X